# Familiengerichtshilfe
Die Familiengerichtshilfe (FGH) ist ein Instrument der Rechtspflege in Österreich und unterstützt die zuständigen Gerichte im Verfahren über die Obsorge und dem Kontaktrecht (früher: Besuchsrecht).
Die Familiengerichtshilfe wird nur im Auftrag des Gerichts tätig und sie ist streng an den richterlichen Auftrag gebunden. Die Familiengerichtshilfe tritt zu den bestehenden Möglichkeiten der Gerichte über die Einschaltung der Jugendwohlfahrt oder der Beauftragung gerichtlich beeideter und zertifizierten Sachverständiger hinzu. Die Familiengerichtshilfe ist keine privat zugängliche Beratungsstelle.

## Geschichte
Die Familiengerichtshilfe wurde als Modellversuch an vier österreichischen Gerichtsstandorten am 1. Jänner 2012 gestartet. Nach erfolgreicher Testphase wurde die Familiengerichtshilfe österreichweit im Juli 2014 eingeführt. Seit Anfang 2015 stellt die Justizbetreuungsagentur auch der Justiz Jugendgerichtshelfer zur Verfügung.
2018 wurden in ganz Österreich 4919 Fälle mit Beteiligung der Familiengerichtshilfe abgeschlossen.

## Rechtliche Grundlage
Die Familiengerichtshilfe findet die rechtliche Grundlage unter anderem in § 106a Außerstreitgesetz (AußstrG).

## Ziele der Familiengerichtshilfe
Die Ziele im Hinblick auf die Einführung der Familiengerichtshilfe sind mit einer neutralen „Puffereinrichtung“
- die Verfahrensdauer in Obsorge- und Kontaktrechtsstreitigkeiten zu verkürzen (Kostenoptimierung),
- die Rollenkonflikte bezüglich der Richter und des Jugendwohlfahrtsträgers zu entschärfen (Rollenoptimierung[9]) und
- die Qualität und Nachhaltigkeit der familiengerichtlichen Verfahren zu verbessern (Qualitätsoptimierung).

## Aufgabe der Familiengerichtshilfe
Gemäß § 106a Abs. 1 AußstrG hat die Familiengerichtshilfe mit geeigneten Fachkräften (z. B. Sozialarbeiter, Psychologen oder Pädagogen) bei Bedarf die Aufgabe, das Gericht in dessen Auftrag:
- bei der Sammlung der Entscheidungsgrundlagen[11],
- der Anbahnung einer gütlichen Einigung (2018 waren es 1207 gütliche Einigungen[6]) und
- der Information der Parteien

in Verfahren über die Obsorge oder die persönlichen Kontakte zu unterstützen. Dies kann auch durch die Abgabe von mündlichen oder schriftlichen fachlichen Stellungnahmen (ähnlich einem Gutachten) erfolgen. Verfahrensparteien haben ein Recht, sich zu dieser fachlichen Stellungnahme der Familiengerichtshilfe vor der gerichtlichen Entscheidung zu äußern und ein „richtiges“ Sachverständigengutachten verlangen, um die fachliche Stellungnahme der Familiengerichtshilfe zu widerlegen.
Das Gericht kann im Kontaktrechtsverfahren die Familiengerichtshilfe auch als Besuchsmittler beauftragen und es kann die Familiengerichtshilfe mit der Befragung des minderjährigen Kindes beauftragen (§ 105 AußstrG).
Zur Erfüllung ihrer Aufgaben ist die Familiengerichtshilfe berechtigt, „Personen, die über die Lebensumstände eines minderjährigen Kindes Auskünfte erteilen könnten, zu laden und zu befragen, sowie unmittelbaren Kontakt mit dem Kind herzustellen. Personen, in deren Obhut das Kind steht, sind verpflichtet, einen solchen Kontakt zu dulden“. Die Mitwirkung von Personen kann mit Zwangsmitteln bis zur Beugehaft durch das Gericht erzwungen werden.
„Die Sicherheitsbehörden, Staatsanwaltschaften, Gerichte sowie Einrichtungen zur Unterrichtung, Betreuung und Behandlung minderjähriger Personen haben den bei der Familiengerichtshilfe tätigen Personen die erforderlichen Auskünfte zu erteilen und Einsicht in die Akten und Aufzeichnungen zu gewähren; den Jugendwohlfahrtsträger trifft nur die Pflicht zur Auskunftserteilung“.
Die bei der Familiengerichtshilfe tätigen Person können im Verfahren wie Sachverständige abgelehnt werden.

## Verschwiegenheitspflicht
„Die bei der Familiengerichtshilfe tätigen Personen sind, außer wenn sie eine amtliche Mitteilung zu machen haben, jedermann gegenüber zur Verschwiegenheit über die in Ausübung ihrer Tätigkeit gemachten, im Interesse eines Beteiligten geheim zu haltenden Wahrnehmungen verpflichtet“. Im Sinne des § 321 Abs. 1 ZPO kommt den Mitarbeitern der Familiengerichtshilfe in der Sache, zu der sie bestellt wurden, ein Aussageverweigerungsrecht zu.

## Standorte
Die Familiengerichtshilfe ist in Österreich über die Justizbetreuungsagentur an 20 Standorte vertreten: Amstetten, Bruck an der Mur, Eisenstadt, Feldkirch, Fürstenfeld, Graz, Innsbruck, Klagenfurt, Krems an der Donau, Linz, Ried im Innkreis, Salzburg, St. Johann im Pongau, St. Pölten, Steyr, Villach, Wels, Wien, Wiener Neustadt und Wörgl.
Die Familiengerichtshilfe an einem Standort betreut jeweils auch weitere Standorte von Bezirksgerichten mit, welche keine eigene Familiengerichtshilfe installiert haben.

## Rechtliche Stellung der Familiengerichtshilfemitarbeiter
Mitarbeiter der Familiengerichtshilfe sind ausgebildete Psychologen, Sozialarbeiter oder Pädagogen. Die Aus- und Fortbildung ist einheitlich festgelegt.
Gemäß § 106c Abs. 3 AußstrG stehen bei Wahrnehmung ihrer Aufgaben die „in der Familiengerichtshilfe tätigen Personen den Beamten im Sinne des § 74 Abs. 1 Z 4 StGB gleich“ und sind mit einem Dienstausweis des Bundes auszustatten.
Dies bedeutet, dass die strengen strafrechtlichen Bestimmungen des Strafgesetzbuches zum Schutz aber auch im Hinblick auf die Pflichten von Beamten in Österreich (z. B. Geheimhaltung von Informationen) auf die Mitarbeiter der Familiengerichtshilfe anzuwenden sind.

## Familiengerichtshilfe in Deutschland
Die Familiengerichtshilfe ist in Deutschland keine Legaldefinition, sondern ein Kunstbegriff der kommunalen Jugendhilfe (Jugendamt) abseits von SGB VIII, FamFG und ZPO, der einschlägigen Gesetze. Im Unterschied zu Österreich ist es keine eigenständige Einrichtung, sondern zunächst ein jeweils örtlich begrenztes Regelwerk, das beschreibt, wie sich das jeweilige Jugendamt (Beispiel Stadt Landshut) dem Gericht in Kindschaftssachen FamFG § 151 der Eltern andient. In der (Fach-)Literatur wird damit die allgemeine Aufgabe aus SGB VIII § 2 Abs. 3 der Jugendhilfe bei der „Mitwirkung am Familiengericht“ in Kindschaftssachen in einer Art beschrieben, die das deutsche SGB VIII nicht kennt. Im Unterschied zu Österreich gibt es in Deutschland keine Rechtsbeziehung zwischen dem Jugendamt  (als Familiengerichtshilfe) und dem Gericht bei Kindschaftssachen der widerstreitenden Eltern. Damit soll der unbedingte Leistungsanspruch aus SGB VIII § 2 Abs. 2 der Eltern und Kinder gegenüber der kommunalen Jugendhilfe und somit dem Jugendamt nicht in Frage gestellt werden. Die fehlende Rechtsbeziehung schließt jegliche Leistung für das Gericht (Tatsachenermittlung, fachliche Stellungnahme, Gutachtenerstellung) zur Herbeiführung einer Entscheidung im Verfahre der widerstreitenden Eltern aus, weil es an normierter Leistung und Befugnis mangelt. Damit beschränkt der deutsche Gesetzgeber den staatlichen Eingriff in das Elternrecht aus GG Artikel 6 zum Betreiben einer Kindschaftssache vor Gericht und stellt den Sozialdatenschutz sicher.